# Cascate Huka
Le cascate Huka sono un insieme di cascate situate lungo il percorso del fiume Waikato e il lago Taupo, in Nuova Zelanda.
A poche centinaia di metri a monte delle cascate Huka, il fiume Waikato si restringe di circa 100 metri in un canyon largo 15 metri.
Il volume di acqua che scorre può arrivare a 220 000 litri al secondo. La portata è regolata attraverso un sistema di chiuse, controllate dal Consiglio regionale di Waikato che regola i flussi durante i periodi di alluvione a valle nel bacino del fiume Waikato.